# Philotis
Philotis est une personnalité de la mythologie romaine connue également sous le nom de Tutula. Elle est une esclave (ancilla) dont l'action conduit à une importante victoire des Romains sur les Latins à la fin du IVe siècle av. J.-C.

## Récit traditionnel
Affaiblis par le sac de Rome en 390 av. J.-C., les Romains subirent une lourde défaite contre les Fidénates qui leur demandèrent leurs femmes et leurs filles vierges en otage pour sécuriser la paix. Dans son ouvrage Vie de Camille, Plutarque raconte que Philotis proposa qu'elle-même et d'autres femmes esclaves se déguisent en femmes libres et jeunes filles romaines et se rendent chez les Fidénates.
Après que son plan a obtenu l'accord du Sénat romain, Philotis et les autres femmes s'habillèrent en élégantes Romaines parées de leurs bijoux et se rendirent au camp ennemi. Sur place, elles séduisirent les Latins dans des réjouissances et l'ivresse. Lorsque les Latins furent endormis, Philotis et les autres esclaves volèrent les épées des ennemis. Philotis grimpa sur un figuier sauvage, voilant à moitié la lumière d'une torche à l'aide de son manteau, et la brandit ensuite en signal aux Romains. Les Romains envahirent le camp et tuèrent les Latins dans leur sommeil. Les femmes furent récompensées par la liberté et une rente sur fonds publics leur fut allouée. Cette intervention des "fausses matrones" est une ruse féminine. On note que la situation des Romains inverse celle des Sabins. Mais tandis que le mariage des Sabines, qui a fait l'objet de discussions préalables, est entériné par celles-ci, les exigences des assiégeants sont des exactions. Dans le cadre de la "société héroïque" stabilisée, elles n'ont pas de sens pour les Romains.[non pertinent]

## Postérité: les nones Caprotines
Des festivités appelées Nones Caprotines ou Nonae Caprotinae commémorant cette victoire furent ensuite organisées annuellement au cours du mois de juillet. À cette occasion, les esclaves et les femmes libres faisaient la fête ensemble près du site du figuier sauvage.

## Interprétation
En 1974, Paul Drossart a présenté ce récit en relation avec le maintien de la lumière (lunaire), parallèle à d'autres exploits de Camille, favori des Aurores, commentés par G. Dumézil.

## Art contemporain
- Philotis figure parmi les 1 038 femmes référencées dans l'œuvre d’art contemporain The Dinner Party (1979) de Judy Chicago. Son nom y est associé à Hypatie[5],[6].